# Cyclophora unocula
Cyclophora unocula là một loài bướm đêm trong họ Geometridae.